# Parwich
Parwich – wieś w Anglii, w hrabstwie Derbyshire, w dystrykcie Derbyshire Dales. Leży 25 km na północny zachód od miasta Derby i 207 km na północny zachód od Londynu.